# Distretto di Rokytne (oblast' di Rivne)
Il distretto di Rokytne (in ucraino Рокитнівський район?, Rokytnivs'kyj rajon) era un distretto dell'Ucraina, situato nell'oblast' di Rivne, con capoluogo Rokytne. È stato soppresso in seguito alla riforma amministrativa del 2020.